# Гернет Михайло Миколайович
Гернет Михайло Миколайович (12(24)липня 1874, м. Ардатов, тепер Республіка Мордовія — 16 січня 1953, Москва) — російський і радянський вчений-правознавець, кримінолог і фахівець з кримінально-виконавчого права, доктор юридичних наук, професор. Заслужений діяч науки РРФСР.

## Основні праці
- «Соціальні фактори злочинності» (1905),
- «Суспільні причини злочинності» (1906),
- «Дітовбивство» (1911),
- «Смертна кара» (1913),
- «Злочини й боротьба з ними у зв'язку з еволюцією суспільства» (1916),
- «Моральна статистика» (1922),
- «Злочинність за кордоном і в СРСР» (1931),
- «Злочини гітлерівців проти людяності» (1946),
- «Історія царської тюрми» (т. 1—5, 1951-56).